# Yaxley (Suffolk)
Yaxley is een civil parish in het bestuurlijke gebied Mid Suffolk, in het Engelse graafschap Suffolk met 588 inwoners.